# Keresztény Egységtörekvés Pápai Tanácsa
Keresztény Egységtörekvés Pápai Tanácsa (latinul: Pontificium Consilium ad Unitatem Christianorum Fovendam, olaszul: Pontificio Consiglio per la Promozione dell'Unità dei Cristiani) a Római Kúria egyik dikasztériuma (hivatala). Célja a Keresztény Egység megvalósulásának segítése, a keresztény egyházak közti párbeszéd és együttműködés előmozdítása.
Megalakulása a második vatikáni zsinat idejére tehető, ekkor még mint a zsinat egy szerve, később pedig mint állandó hivatal. Feladatai közé tartozik a zsidó vallással való kapcsolattartás is.

## Előzmény
A 20. század második felére a katolikus egyház álláspontja megváltozott az ökumenizmus megítélése kapcsán. A második vatikáni zsinatnak már egyik kiemelt témája volt a Keresztény Egység. Az itt elfogadott dokumentumok jelentik a mai napig a katolikus álláspont alapjait.

## Alapítás
A hivatalt XXIII. János pápa alapította 1960. június 5-én Keresztények Egységének Titkársága néven. A titkárság feladata ekkor a második vatikáni zsinat előkészítése volt. Két évvel később zsinati szervként erősítette meg. A Keresztények Egységének Titkársága több fontos dokumentum előkészítésében vett részt, melyeket később a zsinat elfogadott. 
Ezek közül a legjelentősebbek:
- Unitatis redintegratio (Az egység helyreállítása): az ökumenizmusról;
- Nostra aetate (Korunkban): katolikus egyház kapcsolatáról a nem keresztény vallásokkal;
- Dignitatis humanae (Az ember méltósága): a vallásszabadságról;
- Dei verbum (Isten Igéje): az isteni kinyilatkoztatásról.

A zsinat után, 1967-ben VI. Pál pápa önálló szervként erősítette meg, s célját a keresztény egység ápolásában jelölte meg. 1988. június 28-án II. János Pál pápa a szervezet nevét Keresztény Egységtörekvés Pápai Tanácsára változtatta.

## Célja
A Keresztény Egységtörekvés Pápai Tanácsára két fő céllal működik:
- Az ökumenizmus eszméjének fejlesztése a katolikus egyházon belül, a második vatikáni zsinat Unitatis Redintegratio kezdetű határozata alapján;
- A vallásközi párbeszéd és kapcsolatok előmozdítása a keresztény egyházakkal.

Az egyházon belüli tevékenységének legjelentősebb eredménye az Ökumenikus Direktórium összeállítása, melyet két részben 1967-ben és 1970-ben adtak ki. A direktórium egy témakörbe tartozó általános végrehajtási határozatok egységes szerkezetbe foglalt gyűjteménye. Ez tehát az ökumenizmus tárgykörébe tartozó gyakorlati kérdésekkel kapcsolatos utasításokat tartalmaz, melyek a hivatalos katolikus álláspontot tükrözik. 1993-ban készült el második, átdolgozott kiadása.
A keresztény vallásközi párbeszéd és együttműködés előmozdítása terén, tevékenységének egyik fontos eleme az Egyházak Világtanácsával (WCC) fenntartott szoros együttműködése. A WCC teológiai testületének munkájában annak 1968-as alapítása óta folyamatosan részt vesz. Az ökumenikus világesemények alkalmával a katolikus egyház képviselőit általában a Pápai Tanács jelöli ki.
A Keresztény Egységtörekvés Pápai Tanácsa jelenleg a következő egyházakkal és vallási közösségekkel tart fenn hivatalos kapcsolatot:
- Görögkeleti ortodox egyház,
- Antikhalkédóni egyházak,
- Szír ortodox egyház,
- Szír malankara ortodox egyház,
- Asszír keleti egyház,
- Utrechti Unió Ókatolikus Püspöki Konferenciája,
- Anglikán Közösség,
- Lutheránus Világszövetség,
- Református Egyházak Világszövetsége,
- Metodista Világtanács,
- Baptista Világszövetség,
- Krisztus Tanítványai Keresztény Egyház,
- Mennonita Világkonferncia,
- néhány pünkösdista közösség,
- Evangélikus Világszövetség.

### Kapcsolat a zsidó vallással
A Keresztény Egységtörekvés Pápai Tanácsa alá tartozik egy részben önálló bizottság, mely a zsidó vallással való kapcsolatokat tartja fenn. E bizottság vezetése megegyezik a Pápai Tanács vezetésével: elnöke a Pápai Tanács mindenkori bíboros-elnöke, alelnöke pedig a Pápai Tanács titkára. Így lényegében a keresztény egyházak mellett a zsidókkal való kapcsolatokért is ez a Pápai Tanács felel.

## Szervezet
A Keresztény Egységtörekvés Pápai Tanácsa élén egy bíboros-elnök áll. Az ő munkáját egy titkár és egy altitkár segíti. A titkár általában felszentelt püspök, az altitkár áldozópap. A Pápai Tanács két részlegre osztva működik: az egyik a keleti, a másik pedig a nyugati egyházakkal kapcsolatos ügyeket intézi.
- Elnök: Kurt Koch (kinevezve: 2010. július 1.)
- Titkár: Brian Farell, L.C. (2002. december 19.)
- Altitkár: Andrea Palmieri (2012. szeptember 4.)

### Elnökök
- Augustin Bea, S.J. (1960 – 1968)
- Johannes Willebrands (1969 – 1989)
- Edward Cassidy (1989 – 2001)
- Walter Kasper (2001 – 2010)
- Kurt Koch (2010 – )

### Titkárok
- Johannes Willebrands (1960 – 1969)
- Jean Jérôme Hamer, O.P. (1969 – 1973)
- Pierre Duprey, M.Afr. (1983 – 1999)
- Jean-Claude Périsset (1996 – 1998)
- Walter Kasper (1999 – 2001)
- Marc Ouellet (2001 – 2002)
- Brian Farell, L.C. (2002 – )